# Schmucksittich
Der Schmucksittich (Neophema elegans) ist eine Art der Altweltpapageien, die zu den Grassittichen gerechnet wird. Schmucksittiche kommen in zwei disjunkten Verbreitungsgebieten ausschließlich auf dem australischen Festland vor. Der Geschlechtsdimorphismus ist nur gering ausgeprägt. Sie sind in Australien gesetzlich geschützt. Schmucksittiche gehören zu den Papageienarten, die insbesondere im Südwesten Australiens von den Rodungen der Waldgebiete profitiert haben. Die weitreichende Anlage von Viehtränken und anderen künstlichen Wasserstellen hat außerdem dazu geführt, dass sie semiaride Regionen dauerhafter besiedeln können. Ihr Bestand nimmt insgesamt zu.

## Erscheinungsbild
Schmucksittiche werden bis zu 22 Zentimeter groß und wiegen zwischen 41 und 51 Gramm. Das Männchen hat einen dunkelgelb-olivfarbenen Scheitel, Nacken und eine ebenso gefärbte Körperoberseite. Der Bürzel sowie die Oberschwanzdecken sind dagegen deutlich gelblicher. Ähnlich wie beim Feinsittich weisen die Schmucksittiche ein tiefblaues Stirnband auf. Anders als bei den nah verwandten und ähnlich aussehenden Feinsittichen erstreckt sich dieses jedoch bis hinter die Augen. Die Zügel sind leuchtend dunkelgelb. Die vordere Hälfte der Wangen, das Kinn sowie die Kehle sind hellgelb. Die Brust ist olivfarben. Die hintere, untere Körperseite ist dagegen kräftig gelb. Bei einzelnen Individuen findet sich auf der Bauchseite außerdem leicht ins Orange gehende Farbpartien. Der Flügelbug ist blau. Die äußeren mittleren Flügeldecken sind hellblau, die inneren kleinen und mittleren Flügeldecken dagegen gelbgrün. Die Handdecken und die äußeren Armschwingen und die Unterflügeldecken sind violett. Der Schnabel ist grauschwarz. Die Iris ist dunkelbraun.
Weibchen ähneln den Männchen. Allerdings ist bei ihnen der Scheitel sowie die Körperoberseite etwas weniger gelblich. Individuen mit einem orangefarbenen Bauchfleck sind bei Weibchen sehr selten.

## Verbreitung und Lebensraum
Schmucksittiche kommen in zwei disjunkten Verbreitungsgebieten sowohl im Südwesten als auch im Südosten Australiens vor. Anders als die Feinsittiche besiedeln sie Tasmanien und die Inseln der Bass Strait nicht. Sie besiedeln subhumide und semiaride Zonen und kommen in einer Vielzahl offener Landschaften und Habitate vor, die nur einen geringen Baumbewuchs aufweisen. Zu den von ihnen besiedelten Lebensräumen zählen auch Küsten und Binnenlandsdünen, Marsch- und Grasland sowie offene Baumsavannen und Weideland, Galeriewälder sowie Mallee.
An den Rändern ihres Verbreitungsgebietes sind lokale Wanderungen typisch für diese Art. Insbesondere im Südwesten Australiens sind Schmucksittiche jedoch weitgehend Standvögel.

## Verhalten und Ernährung
Schmucksittiche leben während der Fortpflanzungszeit überwiegend paarweise oder in kleinen Trupps. Außerhalb der Fortpflanzungszeit bilden sie gelegentlich Schwärme, die zwischen zwanzig und hundert Individuen umfassen. Sie bilden gelegentlich mit Schönsittichen und Glanzsittichen gemischte Schwärme.
Schmucksittiche ernähren sich überwiegend von den Samen von Gräsern und krautigen Pflanzen. Sie fressen außerdem Grünteile von Pflanzen sowie Beeren und kleine Früchte. Die Nahrung wird grundsätzlich auf dem Boden aufgenommen. Bevorzugt werden Samen von Klee sowie Hirse und Blüten von Lomandroideae.
Schmucksittiche sind Höhlenbrüter. Sie brüten in der Zeit von Mitte August bis Ende Dezember. Es brütet nur das Weibchen. Die Brutdauer beträgt 18 bis 19 Tage.

## Belege